# 中华人民共和国清真寺列表
这是一份中华人民共和国清真寺列表。清真寺是伊斯兰教信徒的朝觐之所。中国的第一家清真寺是广州怀圣寺，建于627年的唐朝。2014年中国各地有39,135家清真寺，其中2009年有25,000家在中国西北的新疆维吾尔自治区。新疆当地清真寺数量近十年极具攀升，密度高达每530人一座清真寺，为土耳其的两倍之多，绝对数量位居世界第二。另說中国共约有20,000 - 45,000家清真寺。
在中国，犹太会堂也被中国犹太人称作清真寺。清真寺又叫回回堂、回回寺、礼拜寺、真教寺、清净寺。
清朝年间，回族清真寺入口都刻有“皇帝万岁，万岁，万万岁”的古碑。来中国旅游的西方人在云南、宁波的清真寺注意到这些古碑。
大多数清真寺都有特定的共同点，但和其他宗教一样，中国伊斯兰教建筑也通过自身风格反映当地建筑。中国以美丽的类似庙宇的清真寺闻名。但在中国西部，清真寺像伊朗和中亚的清真寺那样有高而细的光塔、弯曲的拱门和圆形屋顶，以及独特的多层入口。在中国西北中国回族建造清真寺的地方都混合了东西方风格，将有墙的庭院内的佛教风格的屋顶通过有小型圆屋顶和光塔的拱道外倾。
回族清真寺的建筑风格因教派而异。传统主义者格迪目哈乃斐派逊尼派受中国文化影响，建立看似中国庙宇的清真寺。改革派现代主义者（但原本启发自瓦哈比派）依赫瓦尼派将他们的清真寺建造成看起来像阿拉伯风格的清真寺。随着改革派在中国的影响越来越大，一些中国伊斯兰风格的清真寺被重建为阿拉伯风格，例如韦州清真大寺。这引起了中国政府的不满，并最终导致了中国清真寺建筑重新中国化的反击。

## 清真寺列表
| 名字                               | 图片 | 城市或市区       | 省或自治區 | 年         | 评价   |
| ---------------------------------- | ---- | ---------------- | ---------- | ---------- | ------ |
| 牛街礼拜寺                         |      | 西城             | 北京       | 996        | [ 16 ] |
| 杭州新清真大寺                     |      | 杭州             | 浙江       | 2020       |        |
| 清净寺                             |      | 泉州             | 福建       | 1009       |        |
| 敦煌清真寺                         |      | 敦煌             | 甘肃       | 1917       |        |
| 华寺清真寺                         |      | 临夏             | 甘肃       | 1487       |        |
| 怀圣寺                             |      | 广州             | 广东       | 627        | [ 17 ] |
| 南宁清真寺                         |      | 南宁             | 广西       | 1707       |        |
| 道外清真寺                         |      | 哈爾濱           | 黑龍江     | 1897       |        |
| 卜奎清真寺                         |      | 齊齊哈爾         | 黑龙江     | 1684       |        |
| 香港清真寺列表                     |      |                  | 香港       | 1890起     |        |
| 呼和浩特清真大寺                   |      | 呼和浩特         | 内蒙古     | 1693       |        |
| 澳门清真寺                         |      | 花地玛堂区       | 澳门       | 1774       |        |
| 同心清真大寺                       |      | 同心             | 宁夏       | 1400（约） |        |
| 东关清真寺                         |      | 西宁             | 青海       | 1380       | [ 18 ] |
| 街子清真寺                         |      | 循化撒拉族自治县 | 青海       | 1370       |        |
| 西安大清真寺                       |      | 西安             | 陕西       | 742        | [ 18 ] |
| 济南清真南大寺                     |      | 济南             | 山東       | 1295       |        |
| 福佑路清真寺                       |      | 黄浦区           | 上海       | 1870       |        |
| 小桃园清真寺                       |      | 黄浦区           | 上海       | 1917       |        |
| 拉萨大清真寺                       |      | 拉萨             | 西藏       | 1716       |        |
| 阿巴和加麻札                       |      | 浩罕             | 新疆       | 1640       |        |
| 和田清真寺                         |      | 和田             | 新疆       | 1870       |        |
| 艾提尕尔清真寺                     |      | 喀什噶尔         | 新疆       | 1442       | [ 20 ] |
| 纳家营清真寺                       |      | 玉溪             | 云南       | 1370       |        |
| 淨覺寺                             |      | 南京             | 江苏       |            |        |
| 吉兆營清真寺                       |      | 南京             | 江苏       |            |        |
| 草橋清真寺（英語：Caoqiao Mosque） |      |                  |            |            |        |